# Estação San Fernando

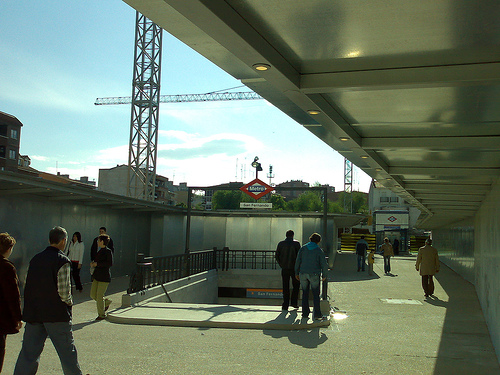
Acesso a estação.

San Fernando é uma estação da Linha 7 do Metro de Madrid.